# Resolutie 1324 Veiligheidsraad Verenigde Naties
Resolutie 1324 van de Veiligheidsraad van de Verenigde Naties werd op 30 oktober 2000 unaniem aangenomen door de VN-Veiligheidsraad.

## Achtergrond
Begin jaren 1970 ontstond een conflict tussen Spanje, Marokko, Mauritanië en de Westelijke
Sahara zelf over de Westelijke Sahara dat tot dan in Spaanse handen was. Marokko legitimeerde zijn aanspraak op
basis van historische banden met het gebied. Nadat Spanje het gebied opgaf, bezette Marokko er twee derde van. Het
land is nog steeds in conflict met Polisario dat met steun van Algerije de onafhankelijkheid
blijft nastreven.
Begin jaren 1990 kwam een plan op tafel om de bevolking van de Westelijke Sahara
via een volksraadpleging zelf te laten beslissen over de toekomst van het land. Het was de taak van de VN-missie
MINURSO om dat referendum
op poten te zetten. Het plan strandde later echter door aanhoudende onenigheid tussen de beide partijen waardoor
ook de missie nog steeds ter plaatse is.

## Inhoud
De Veiligheidsraad:
- Bevestigt al zijn vorige resoluties over de Westelijke Sahara; in het bijzonder de resoluties 1108, 1292, 1301, 1309 en ook 1308.
- Herinnert aan het Verdrag inzake Veiligheid van VN- en Aanverwant Personeel.
- Verwelkomt het rapport van de secretaris-generaal en de inspanningen van diens Speciale Gezant.
- Blijft MINURSO steunen om het VN-plan uit te voeren en een volksraadpleging over zelfbeschikking te houden.
- Bemerkt dat de fundamentele onenigheden tussen de partijen over de interpretatie van belangrijke bepalingen van het VN-plan onopgelost blijven.
- Betreurt het dat er geen vooruitgang werd geboekt tijdens de bijeenkomst in Londen op 28 juni.

1. Beslist MINURSO's mandaat te verlengen tot 28 februari 2001 in de verwachting dat de partijen zullen blijven proberen om de problemen op te lossen.
2. Vraagt de secretaris-generaal om de situatie voordat het huidige mandaat afloopt te beoordelen.
3. Besluit om op de hoogte te blijven.

## Verwante resoluties
- Resolutie 1301 Veiligheidsraad Verenigde Naties
- Resolutie 1309 Veiligheidsraad Verenigde Naties
- Resolutie 1342 Veiligheidsraad Verenigde Naties (2001)
- Resolutie 1349 Veiligheidsraad Verenigde Naties (2001)

Lijst ·  1285 ·  1286 ·  1287 ·  1288 ·  1289 ·  1290 ·  1291 ·  1292 ·  1293 ·  1294 ·  1295 ·  1296 ·  1297 ·  1298 ·  1299 ·  1300 ·  1301 ·  1302 ·  1303 ·  1304 ·  1305 ·  1306 ·  1307 ·  1308 ·  1309 ·  1310 ·  1311 ·  1312 ·  1313 ·  1314 ·  1315 ·  1316 ·  1317 ·  1318 ·  1319 ·  1320 ·  1321 ·  1322 ·  1323 ·  1324 ·  1325 ·  1326 ·  1327 ·  1328 ·  1329 ·  1330 ·  1331 ·  1332 ·  1333 ·  1334